# ترافيس غريغ
ترافيس غريغ (بالإنجليزية: Travis Gregg)‏ هو مهندس أمريكي، ولد في 28 مارس 1978 في كامدين في الولايات المتحدة.